# Consoles de jogos eletrônicos de quarta geração
Na história dos consoles de videogame, a quarta geração (também conhecida com a era dos 16-bits) compreende os consoles lançados entre os anos de 1987 e 1996, dentre os quais destacam-se o Mega Drive, o Neo Geo e o Super Nintendo. Essa quarta geração tinha aparelhos com processadores de 16-bit e foi sucedida pela quinta geração. Algumas características marcantes da geração que diferenciam da terceira geração incluem:
- Microprocessadores de 16 bits mais poderosos.
- Controladores de jogo com 3 a 8 botões.
- Rolagem paralaxe com cenários de muitas camadas, contendo escalação e rotação em pseudo-3D.
- Sprites maiores (de até com 64x64 ou 16x512 píxeis).
- Cores mais elaboradas, de 64 a 256 (ou 4096) na tela, em paletas de 512 a 32 768 (ou 65 536) cores.
- Gráficos pré-renderizados em simples polígonos 3D.
- Introdução de formato CD-ROM (primeiramente em periféricos de consoles), capacitando enormes armazenamentos vídeos em full motion.
- Áudio estéreo com vários canais independentes (no máximo 10), com som digital (PCM, ADPCM e Red Book).
- Síntese de som avançado (síntese de formas de onda e síntese FM

## Comparação
| Nome                | PC-Engine/TurboGrafx-16                                                                        | Sega Mega Drive/Genesis | Neo-Geo                                                        | Super Famicom/Super Nintendo                                                  |
| ------------------- | ---------------------------------------------------------------------------------------------- | --- | -------------------------------------------------------------- | ----------------------------------------------------------------------------- |
| Fabricante          | NEC e Hudson Soft                                                                              | Sega | SNK                                                            | Nintendo                                                                      |
| Console             |                                                                                                | |                                                                |                                                                               |
| Preço de lançamento | R$ 1000[carece de fontes?]                                                                     | Cr$ 70 000 | US$ 750                                                        | CR$ 20 000                                                                    |
| Data de lançamento  | 30 de outubro de 1987 1º de setembro de 1989 1990                                              | 29 de outubro de 1988 19 de setembro de 1989 30 de novembro de 1990 1º de setembro de 1990                                                                                              | 31 de janeiro de 1990 18 de agosto de 1991 12 de julho de 1993 | 21 de novembro 1990 13 de agosto 1991 11 de Abril 1992 30 de agosto de 1993   |
| Mídia               | Data Card e CD-ROM (com acessório)                                                             | Cartucho e CD-ROM (com acessório Sega CD), Data Card (com acessórios Master-Gear e Power Base), Download Digital ( com acessório Sega Channel *apenas para download de demonstrações* ) | Cartucho, Data Card (apenas no Japão), CD-ROM                  | Cartucho e Download Digital ( com acessório Satellaview )                     |
| Jogos mais vendidos | Bonk's Adventure                                                                               | Sonic the Hedgehog | The King of Fighters '95                                       | Super Mario World                                                             |
| Compatibilidades    | Nenhuma                                                                                        | Sega Master System (usando Power Base Converter) | Nenhuma                                                        | Game Boy (Usando o acessório Super Game Boy)                                  |
| Acessórios          | - TurboGrafx-CD - TurboTap - TurboStick - Super System Card - TurboBooster - TurboBooster Plus | - Mega CD/SEGA CD - Sega 32X - Mouse - Power Base Converter - Sega Activator - X-Band                                                                                                   | - Neo Geo Controller Pro - Neo Geo Memory Card                 | - Super Scope - Multitap - Super Game Boy - SNES Mouse - Satellaview - X-Band |
| Memória             | 8 KiB work RAM 64 KiB video RAM                                                                | 64 KiB main RAM 64 KiB video RAM | 64 KiB main RAM 64 KiB video RAM                               | 128 KiB main RAM 64 KiB video RAM 64 KiB audio RAM                            |

### Unidades vendidas
| Console                             | Unidades vendidas | Data                    |
| ----------------------------------- | ----------------- | ----------------------- |
| Super Nintendo Entertainment System | 49,10 milhões     | 11 de Fevereiro de 2006 |
| Sega Mega Drive/Sega Genesis        | 29,54 milhões     | 1 de Dezembro de 2006   |
| TurboGrafx-16                       | 10 milhões        | N/D                     |

## Portáteis
Os portáteis foram popularizados nesta geração, quando as empresas apreciaram a nova linha de consoles que não precisava de tomadas para jogar. Daí em diante, foram criados muitos consoles portáteis.
Foram inúmeros os produtores, a SEGA criou o Game Gear, a Atari, fez o Lynx, e a Nintendo, o Game Boy, que se tornou o segundo console mais vendido da história dos portáteis, perdendo apenas para o Nintendo DS.

### Comparação
| Console             | Game Boy | Sega Game Gear                             | Atari Lynx            | Turbo Express               |
| ------------------- | --- | ------------------------------------------ | --------------------- | --------------------------- |
| Imagem              | |                                            |                       |                             |
| Preço de lançamento | Cr$ 145 000 | ¥ 19 800 Cr$ 150 000                       | Não encontrado        | US$ 249,00                  |
| Data de lançamento  | 21 de abril de 1989 Agosto de 1989 1990 Outubro de 1991                                                                          | 6 de outubro 1990 1991 1992 Agosto de 1991 | Setembro de 1989 1990 | 16 de novembro de 1990 1991 |
| Mídia               | Cartucho | Cartucho                                   | Cartucho              | Data card                   |
| Jogos mais vendidos | Tetris, 35 milhões (vendas separadas e em conjunto) Pokémon Red, Blue e Green, aprox. 20 milhões combinados (no Japão e nos EUA) | Sonic the Hedgehog 2                       | Road Blasters         | Bonk's Adventure            |
| Quanto venderam     | 118,69 milhões | 10,62 milhões                              | entre 2 e 5 milhões   | 1,5 milhões                 |